# Metuchen
Metuchen es un borough ubicado en el condado de Middlesex en el estado estadounidense de Nueva Jersey. En el año 2010 tenía una población de 13 574 habitantes y una densidad poblacional de 1911,8 personas por km².

## Geografía
Metuchen se encuentra ubicado en las coordenadas 40°32′28″N 74°21′40″O / 40.54111, -74.36111.

## Demografía
Según la Oficina del Censo en 2000 los ingresos medios por hogar en la localidad eran de 75.546 $ y los ingresos medios por familia eran 85 022 $. Los hombres tenían unos ingresos medios de 58 125 $ frente a los 43 097 $ para las mujeres. La renta per cápita para la localidad era de 36 749 $. Alrededor del 3,9 % de la población estaba por debajo del umbral de pobreza.

## Celebridades
- David Copperfield nació aquí.
- Karl-Anthony Towns nació aquí.